# Альма-Тадема, Анна
Анна Альма-Тадема (англ. Anna Alma-Tadema, урождённая Анна Тадема; 1867—1943) — английская художница и суфражистка. Она преимущественно работала с графикой и живописью, создав большое количество портретов и визуализаций интерьеров, рисунков цветов и зданий. Значительное влияние на её творчество оказал отец, сэр Лоуренс Альма-Тадема. Работы Анны часто выставлялись совместно с его работами и работами её мачехи, Лауры Терезы Альма-Тадема. Её работы принимали участие в национальных выставках, включая Королевскую Академию Искусств и Всемирную Колумбову выставку в Чикаго в 1893 году. Анна Альма-Тадема получила признание как художница за творческие достижения, отмеченные на Всемирной выставке 1893 года в Чикаго и Всемирной выставке 1889 года в Париже.

## Ранние годы
Анна Альма-Тадема была второй дочерью голландского художника Лоуренса Альма-Тадемы и его жены Марии-Паулины Грессин-Думулин де Буажирар, которая имела французское происхождение и проживала в Брюсселе. Старшая сестра Анны, Лауренс, родилась в 1864 году. В 1869 году мать девочек умерла, после чего Лоуренс Альма-Тадема и его дочери переехали в Англию. В 1871 году Лоуренс вступил во второй брак с Лаурой Эппс, Анне на тот момент исполнилось четыре года.
Анна Альма-Тадема росла в Лондоне со своей семьёй. Лауренс получала домашнее образование, и есть основания считать, что и Анна также обучалась на дому.
И мать Анны, и её отец, и мачеха были художниками. Анна с детства была погружена в творческую атмосферу, что не могло не оставить отпечатка и на её собственной карьере. Анна появлялась на полотнах своего отца минимум дважды: в 1873 году она и её сестра были изображены на картине «Это наш уголок» (This is Our Corner), затем спустя десять лет отец нарисовал её портрет.
Лоуренс Альма-Тадема вдохновлялся в своём творчестве античными мотивами и разработал собственный стиль, которому успешно подражали как Лаура и Анна, так и другие художники. Когда он скончался, популярность его работ и стиля угасли примерно на шесть десятилетий. Сестра Анны, Лауренс, пробовала себя в качестве поэта, художницы, новеллиста, литературного критика, сценариста и автора коротких рассказов.
| - Анна Альма-Тадема, портретная фотография - Лоуренс Альма-Тадема, "Это наш уголок" ("This is Our Corner"), также известная как "Лауренс и Анна Альма-Тадема", 1873, музей ван Гога, Амстердам |

## Творческая деятельность
Анна Альма-Тадема описывалась биографом Хелен Циммерн как «тонкая, изящная художница, унаследовавшая так много от таланта отца в его способности воспроизводить детали». За время работы художницей Анна Альма-Тадема создала ряд портретов, изображений цветов, а также акварельные изображения интерьеров домов и построек. Примером одной из портретных работ Альма-Тадемы является «Портрет мисс Тессы Госсе». Эта и другие работы, такие как «Туманная долина» и «Золотая комната», были показаны в Королевской академии художеств.
Анна нарисовала акварелью интерьеры дома семьи Альма-Тадема, Тауншенд-Хаус на Тичфилд-Террас, недалеко от Риджентс-парка в Лондоне. Отец в стремлении уподобить дом римской вилле лично занимался декорированием интерьера. Рисунок гостиной, который Анна Альма-Тадема сделала в подростковом возрасте, был выставлен в 1893 году на всемирной Колумбовой выставке в Чикаго. Кроме того, в 1885 году Альма-Тадема написала «Золотую комнату», на которой также был представлен интерьер семейного дома.
Альма-Тадема выставляла свои работы в Англии примерно сорок лет, с 1885 по 1928 год. Анна Альма-Тадема показала пятнадцать работ в Королевской академии между 1885 и 1928 годами, в том числе «Золотую комнату», «Мисс Тесса Госсе», «Туманную долину» и «Жатву бездельника». Несмотря на то, что она проживала в Лондоне, Анна Альма-Тадема также выставляла свои работы за рубежом. В 1889 году она выиграла медаль на выставке в Париже. Кроме того, Анна, её отец Лоуренс и мачеха Лаура участвовали в всемирной Колумбовой выставке в Чикаго в 1893 году, где выиграли призы.
Работы Анны Альма-Тадема продолжают экспонироваться и сегодня. Например, работы художницы были представлены в апреле 2011 года на выставке Музея Виктории и Альберта «Культ красоты: эстетическое движение 1860—1900» в Лондоне.

## Личная жизнь
Анна Альма-Тадема поддерживала движение суфражисток и вступила в движение сторонниц женского избирательного права в 1897 году.
Ни Анна Альма-Тадема, ни её сестра Лауренс так и не вышли замуж. Они жили в бедности и не смогли сделать успешной карьеры в последние годы.

## Работы
| - Анна Альма-Тадема. "Гостиная" ("The Drawing Room"), Townshend House, 1885. Королевская Академия художеств, Лондон - Анна Альма-Тадема. Часовня Итонского колледжа - Анна Альма-Тадема. Автопортрет |